# A pillangó megrebbenti szárnyát
Az A pillangó megrebbenti szárnyát (eredeti címe: Le battement d'ailes du papillon) 2000-ben bemutatott francia vígjátékdráma, amelyet Laurent Firode írt és rendezett. A produkció főbb szerepeiben Audrey Tautou és Faudel. 2000. június 21-én mutatták be Franciaországban. Magyarországon az M1 tévécsatorna adta le 2010. január 1-jén.

## Történet
Irène munkába menet helyet foglal a párizsi metróban egy idősebb nővel szemben, aki egy marketingkutatáshoz akar vele interjút készíteni. Amikor a nő megtudja Irène születési dátumát, felolvassa a horoszkópját, és megjósolja, hogy ma találkozik az igaz szerelemmel, de türelmesnek kell lennie. Miután Irène leszáll a metróról, a nő mellett ülő férfi, akit Younes-nak hívnak, bevallja, hogy ő is akkor született, és kéri az ő jóslatát is. A férfi és Irène többször is összetalálkoznak a történetben a legvalószínűtlenebb okokból.

## Szereplők
| Szerep                     | Színész                 | Magyar hangja       |
| -------------------------- | ----------------------- | ------------------- |
| Irene                      | Audrey Tautou           | Györgyi Anna        |
| Younes                     | Faudel                  | Seszták Szabolcs    |
| Richard                    | Éric Savin              | Csankó Zoltán       |
| Marie                      | Nathalie Besançon       | Szávai Viktória     |
| Elsa                       | Lysiane Meis            | Németh Borbála      |
| Stéphanie                  | Irene Ismailoff         | Pálfi Kata          |
| Luc                        | Eric Feldman            | Dányi Krisztián     |
| Bobby                      | Frédéric Bouraly        | Lippai László       |
| A Philosophic Café pincére | Franck Bussi            | Molnár Levente      |
| Julie                      | Marina Tomé             | Kiss Virág Magdolna |
| Luc anyja                  | Lily Boulogne           | Martin Márta        |
| Luc nagyanyja              | Françoise Bertin        | Kassai Ilona        |
| taxis                      | Pierre Bellemare        | Kajtár Róbert       |
| horoszkópos nő             | Charlotte Maury-Sentier | Menszátor Magdolna  |

## Fogadtatás

### Kritikai visszhang
A film általánosságban jó véleményt váltott ki. A Rotten Tomatoeson 64%-os minősítést ért el 36 értékelés alapján, az összefoglaló szerint: „Bár A pillangó megrebbenti szárnyát cselekménye alapvetően egy trükk, a film szórakoztató, könnyed apróság.” Michael Wilmington a Chicago Tribune-től azt írta: „Diszkrét, finom és humánus: egy film édes pillangója, amely felveri az élet filmes szélviharát.” Stephen Hunter a Washington Posttól azt írta: „Egy pillantás Tautou Irénjére, és a szerelemnek máris van arca, ha neve nem is.” Owen Gleiberman az Entertainment Weeklytől azt írta: „Kisebb, de nyerő francia együttes filmje.”
A Metacritic 59 pontot adott a 100-ból 21 vélemény alapján. Dana Stevens a New York Timestól azt írta: „Lehet, hogy az egész egy kicsit túl sok, és lehet, hogy nem áll össze, de az elvarratlan szálak olyan vidám, rögtönzött érzést adnak a képnek, ami bár némi zavarba ejtéshez vezet, végső soron a szeszélyes báj része.” Kevin Thomas a Los Angeles Timestól azt írta: „Csupa báj, bölcsesség és könnyedség, amely a francia filmeket több mint egy évszázada a nemzetközi közönség kedvenceivé teszi. Nem árt, hogy a főszereplője az Amélie csodálatos élete Audrey Tautou-ja.” Marta Baber a Miami Heraldtól azt írta: „Végső soron olyan, mintha apró filmeket ragasztanának össze az események, amelyek gyakran próbára teszik a hihetőséget. Az ötlet hamar elkopik, és néhány karakter és történetük elveszik a megállíthatatlan dominóláncban.”

### Bevételi adatok
A Box Office Mojo szerint a film 251 ezer dolláros bevételt keresett, a költségvetésről nincs elég adat.